# Margareta Simo
Margareta Simo ( n. 21 noiembrie 1952, în Arad) este un grafician român. Membru fondator al „Societății pentru Ex
Libris România”. Membru de onoare al Societății “Dürer” Gyula, Ungaria.

## Biografie
Studii: Facultatea de Desen, Universitatea Timișoara, promoția 1975.

## Expoziții

### Expoziții personale
- 1975, Casa Studenților Timișoara;
- 1978, Arad, Clubul Presei;
- 1984, Galeria ALFA Arad;
- 1998, Galeria HELIOS, Timișoara;

- 1996 și 2000, Muzeul de Artă Arad;
- 1999, Haifa, Israel, Casa Artiștilor Plastici.

### Expoziții de grup
- 1998, Gravură românească contemporană, expoziție de grup în SUA, Iowa, MILLS Gallery;
- 2000, Expoziția Filialei UAP, Arad, la Heidelberg, Germania.

### Expoziții Internaționale de Grafică Mică și „Ex libris”
România, Belgia, Franța, Cehia, Ungaria, Italia, Luxemburg, Germania, Ucraina, Argentina, Iugoslavia.

## Premii

### Premii pentru gravură
- 1989, Premiul I “ac rece”, Oradea;
- 1991, Premiul III “ac rece”, Bacău; 1992, 1993,

### Premii speciale
- În tehnicile “aquaforte”, “aquatinta” și “ac rece”, Gyula, Ungaria;
- 1994, Beiuș, România;
- 1987, Bacău, România;
- 1998,Arad, România.

## Lucrări și cronică
- Lucrări în Muzeul de Grafică din Brunico, Italia și în colecții particulare: Anglia, Israel, Italia, Germania, Ungaria, Elveția, Franța, Cehia, Ucraina, România.

|  | Grafica semnată de Simó Margareta dovedește,deopotrivă, vigoare și delicatețe, ambele puse în slujba unei mari precizii a execuției. Unele lucrări par a ieși din mapele unui sculptor, altele emană o grație filigranată a detaliului, păstrând linii de forță în dozarea compoziției, altele, în sfârșit, lasă loc desfășurării unui grotesc întunecat. Natura imaginilor este expresionistă, atmosfera rămâne însă una de energie stenică, sau câteodată, vag melancolizată.Fragmentul realist, descris cu precizie, capătă sensuri noi prin alăturări insolite.Lucrările, care nu estompează tonul agresiv-ironic par a fi cele mai izbutite. | — Călin Dan |

|  | Margareta Simo practică grafica mică “Ex Libris”, pe care artiștii moderni o revendică de la stampele heraldice ale cărților rare, dăinuind peste timp… Un fel de revenire la origini, la un gen mai rar abordat, datorită dificultății lui ca tehnică… Reducerea la esențe a meditației filozofice și a individualizării artistice. Ideea care străbate toate aceste mici tezaure este cea a victoriei ideii, a spiritului, asupra forței brute… | — Rodica Grindea |